# Facultad Regional Buenos Aires (UTN)

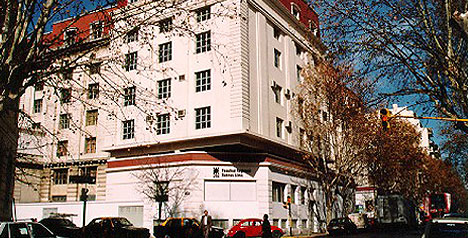
Sede: Medrano 951.

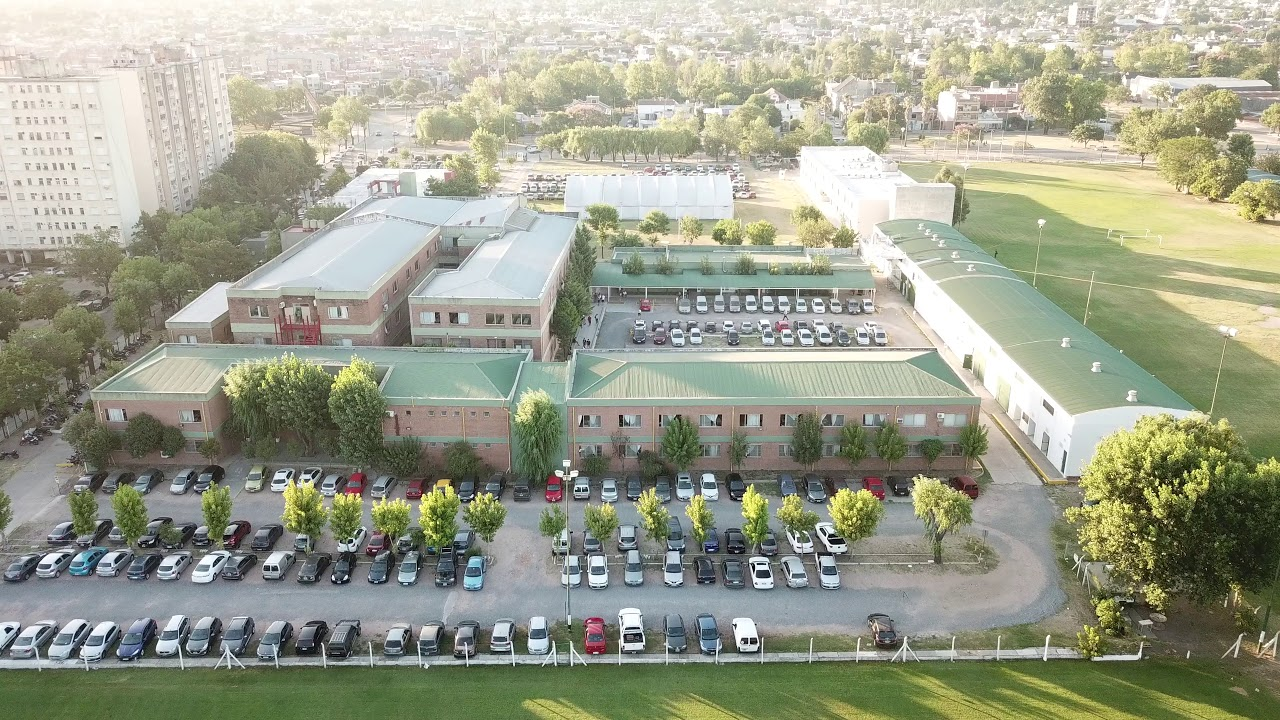
Vista del estacionamiento y las aulas de la Sede Campus.

La Facultad Regional Buenos Aires (FRBA) o UTN.BA perteneciente a la Universidad Tecnológica Nacional, es una facultad pública Argentina. Es la mayor facultad de ingeniería de Argentina y una de las más prestigiosas del país.
En 2016 y 2019 la UTN.BA recibió el Premio Nacional a la Calidad en el sector público, siendo la primera Facultad pública en recibir este premio, por su excelencia en modelos de gestión.2

## Sedes
La primera de ellas, y la más antigua, está ubicada en la calle Medrano al 951 en el barrio de Almagro. 
La segunda se encuentra en la calle Mozart al 2300, entre Santiago de Compostela y Saraza, barrio de Parque Avellaneda, y es conocida como Campus.
La sede 'Campus' se emplaza en terrenos cedidos formalmente por el Gobierno de la Ciudad de Buenos Aires en el año 2001. Actualmente se están construyendo nuevos edificios con aulas y se están realizando tareas de mejoras en el estacionamiento. La envergadura y caudal de estudiantes del Campus hizo posible lograr que algunas líneas de colectivos modificaran sus recorridos para tener paradas en la puerta del Campus, entre ellas las líneas 114, 101, 7, 86, 193 y 47.
En el año 2006 se trasladaron los posgrados y maestrías a un nuevo edificio que se alquiló para descomprimir el uso de aulas en la Sede Medrano, dicho edificio se encuentra en la calle Castro Barros 91.

## Carreras de grado dictadas
- Ingeniería Civil
- Ingeniería Eléctrica
- Ingeniería Electrónica
- Ingeniería Industrial
- Ingeniería Mecánica
- Ingeniería Naval
- Ingeniería Química

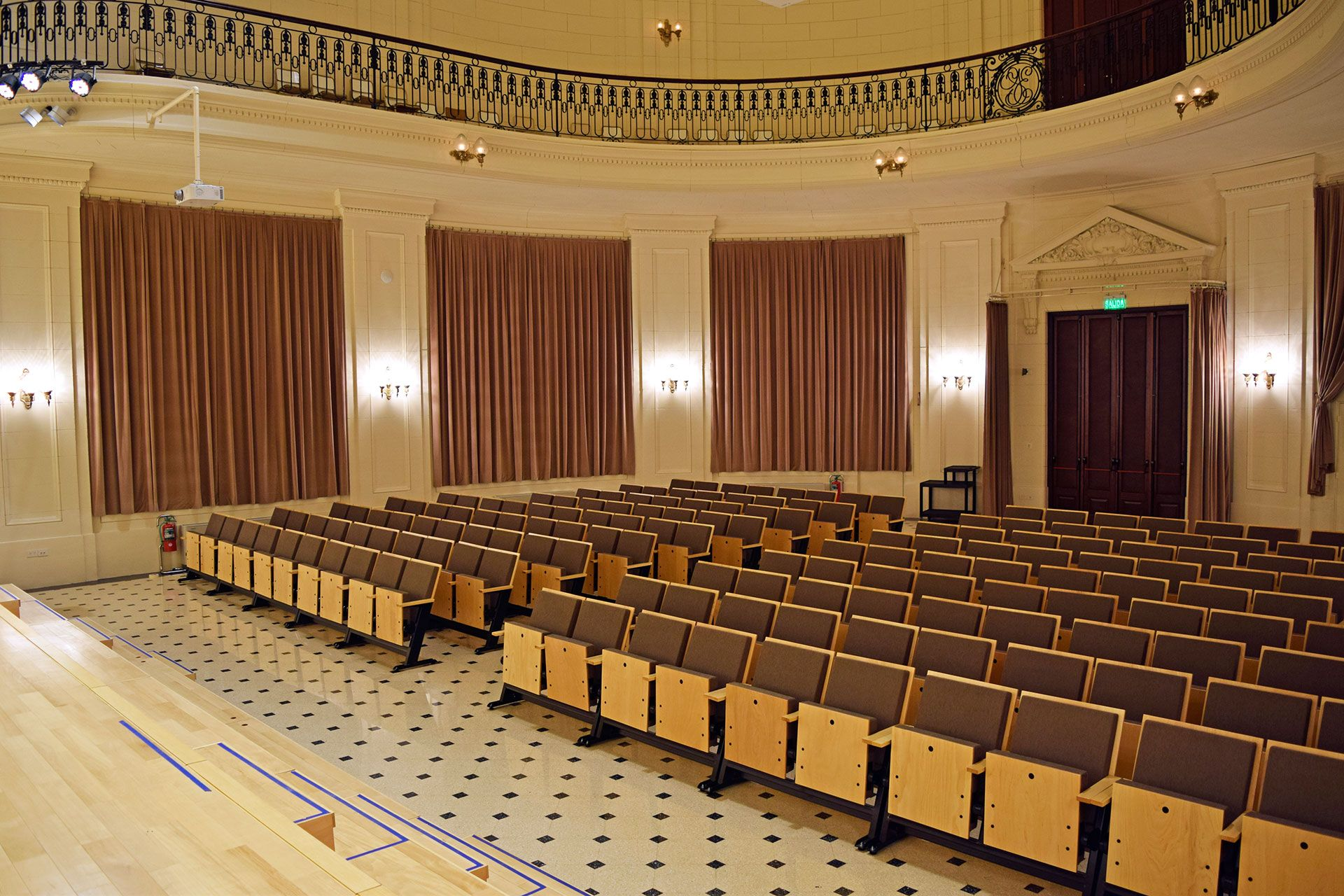
Aula Magna

- Ingeniería en Sistemas de Información
- Ingeniería Textil

## Especializaciones
- Especialización en Docencia Universitaria
- Especialización en Ergonomía
- Especialización en Higiene y Seguridad del Trabajo
- Especialización en Ingeniería Ambiental
- Especialización en Ingeniería de Calidad
- Especialización en Ingeniería Estructural
- Especialización en Ingeniería en Telecomunicaciones
- Especialización en Transporte
- Especialización en Gestión de la Innovación de Empresas Textiles y de Moda
- Especialización en Sistemas Complejos

## Maestrías
- Maestría en Administración de Negocios (MBA)
- Maestría en Docencia Universitaria
- Maestría en Desarrollo Territorial
- Maestría en Energías Renovables
- Maestría en Ingeniería Ambiental
- Maestría en Ingeniería en Calidad
- Maestría en Ingeniería Estructural
- Maestría en Ingeniería de Sistemas de Información
- Maestría en Planificación y Gestión de la Ingeniería Urbana
- Maestría en Procesos Biotecnológicos
- Maestría en Tecnologías de los Alimentos
- Maestría en Transporte
- Maestría en Gestión de Residuos Sólidos Urbanos
- Maestría en Ingeniería de Sistemas Complejos U

## Doctorados en Ingeniería
- Doctorado mención Procesamiento de Señales e Imágenes
- Doctorado mención Tecnologías Químicas

## Imágenes de la Facultad

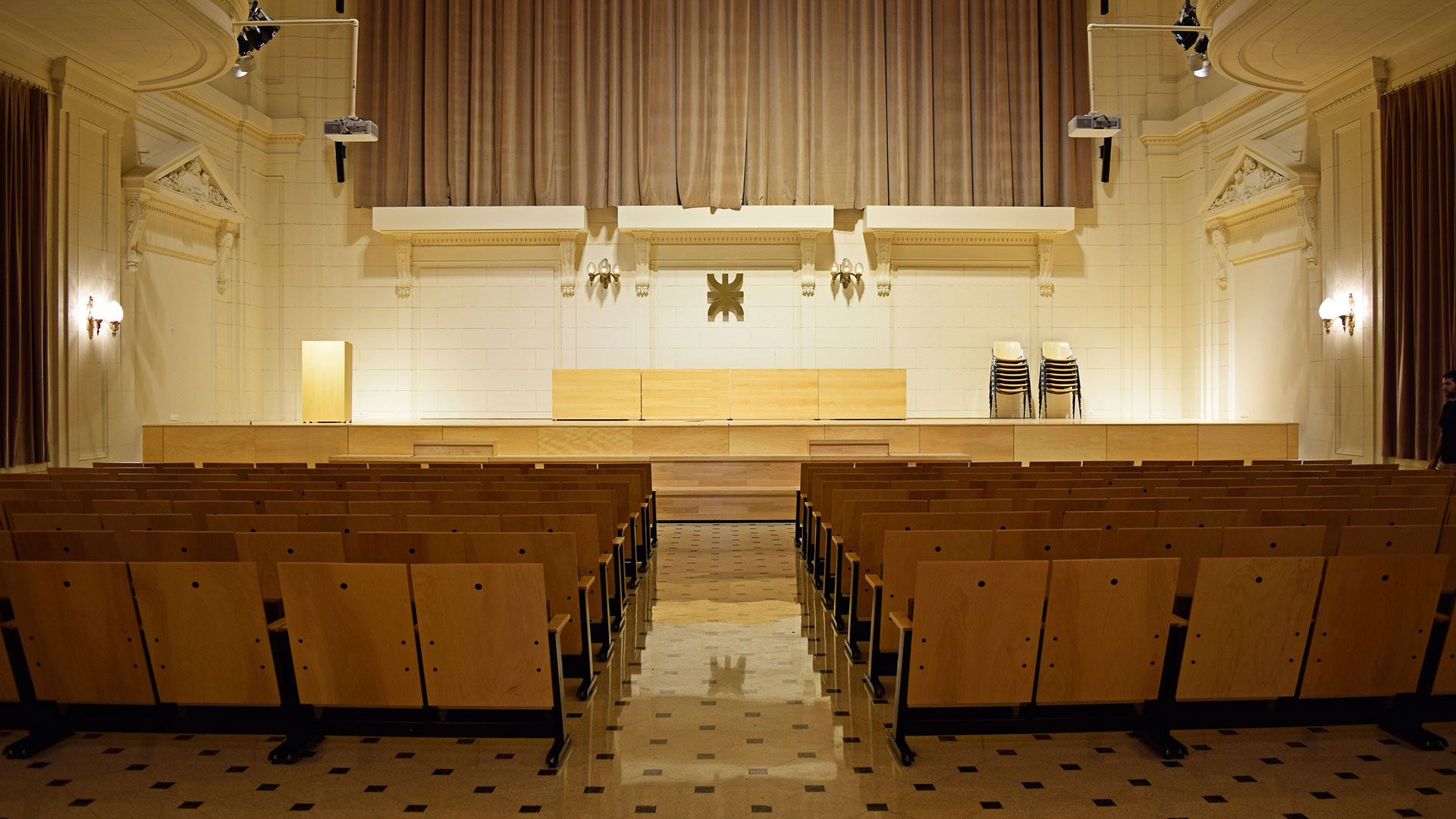
Aula Magna Delantera
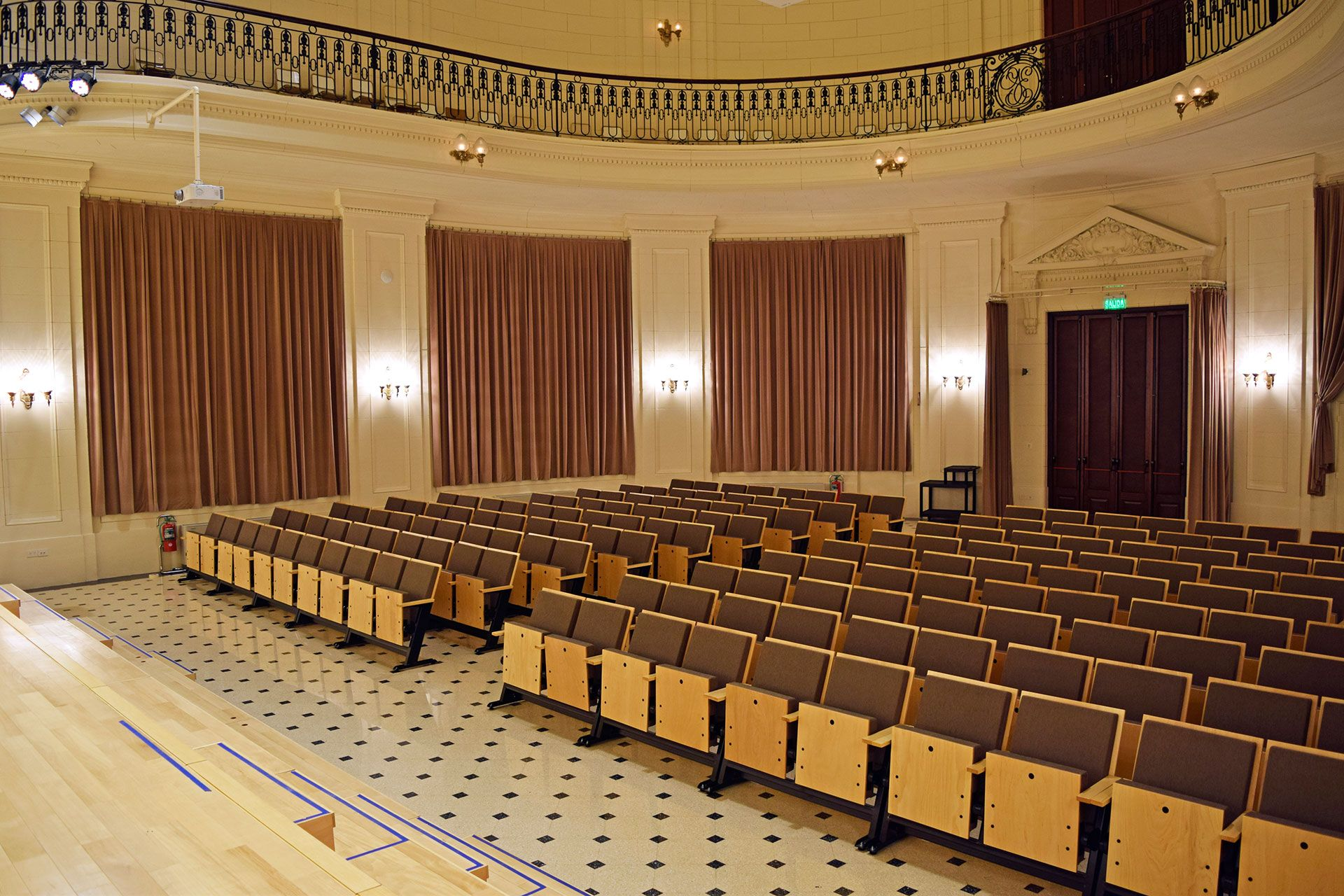
Aula Magna Trasera
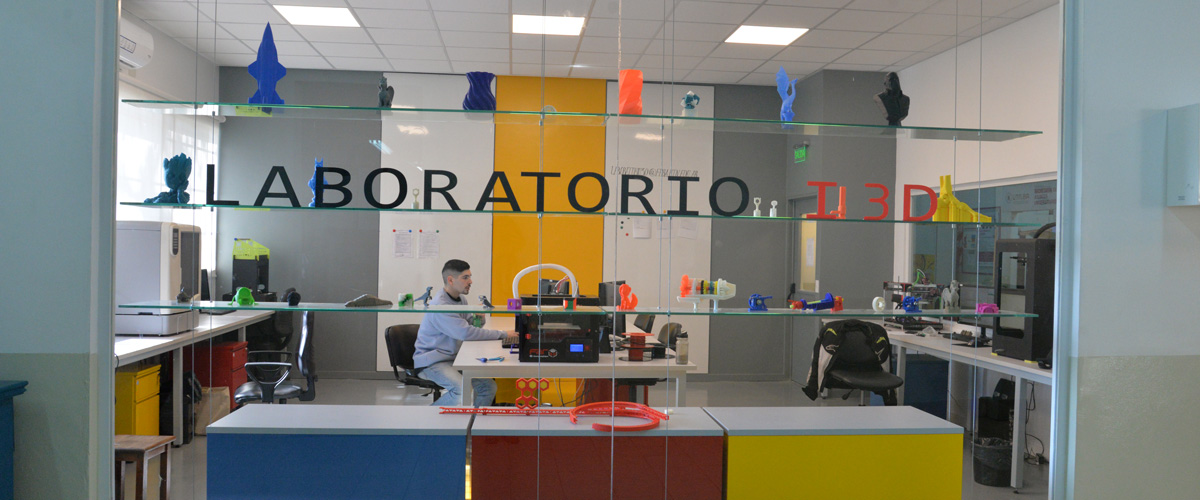
Laboratorio 3D Campus
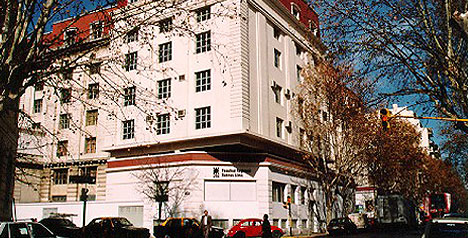
Sede Medrano
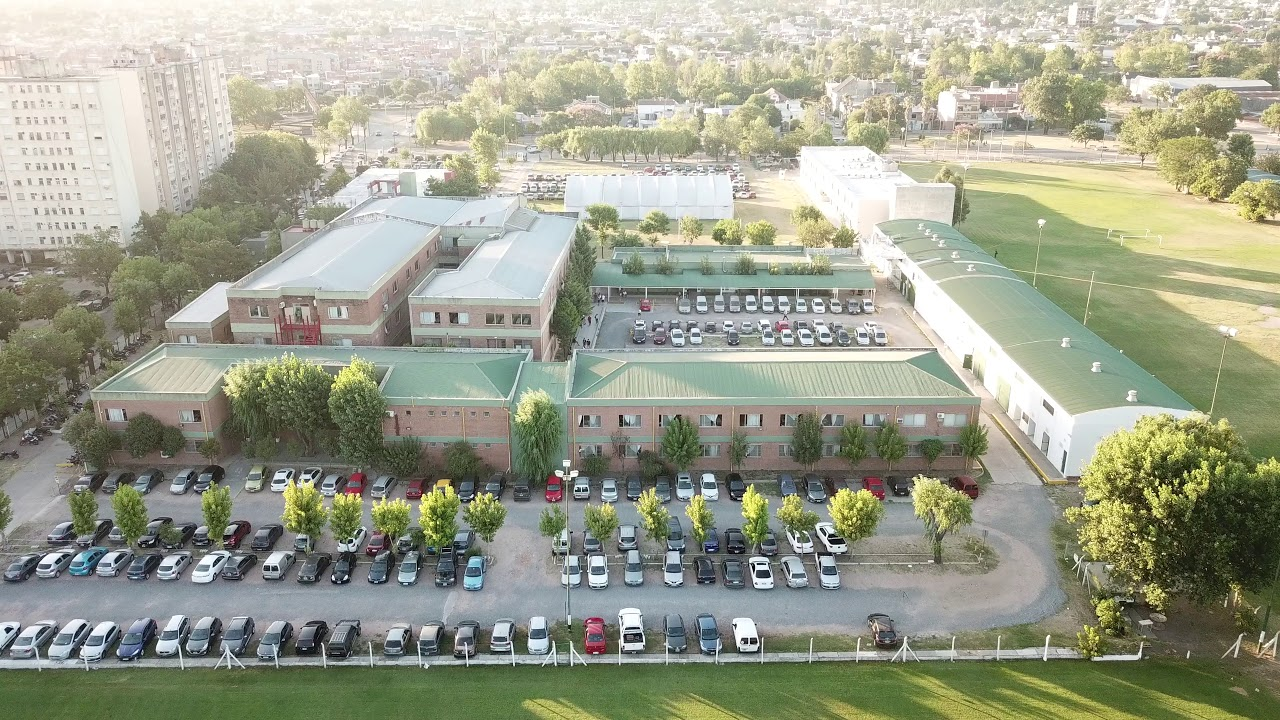
Sede Campus
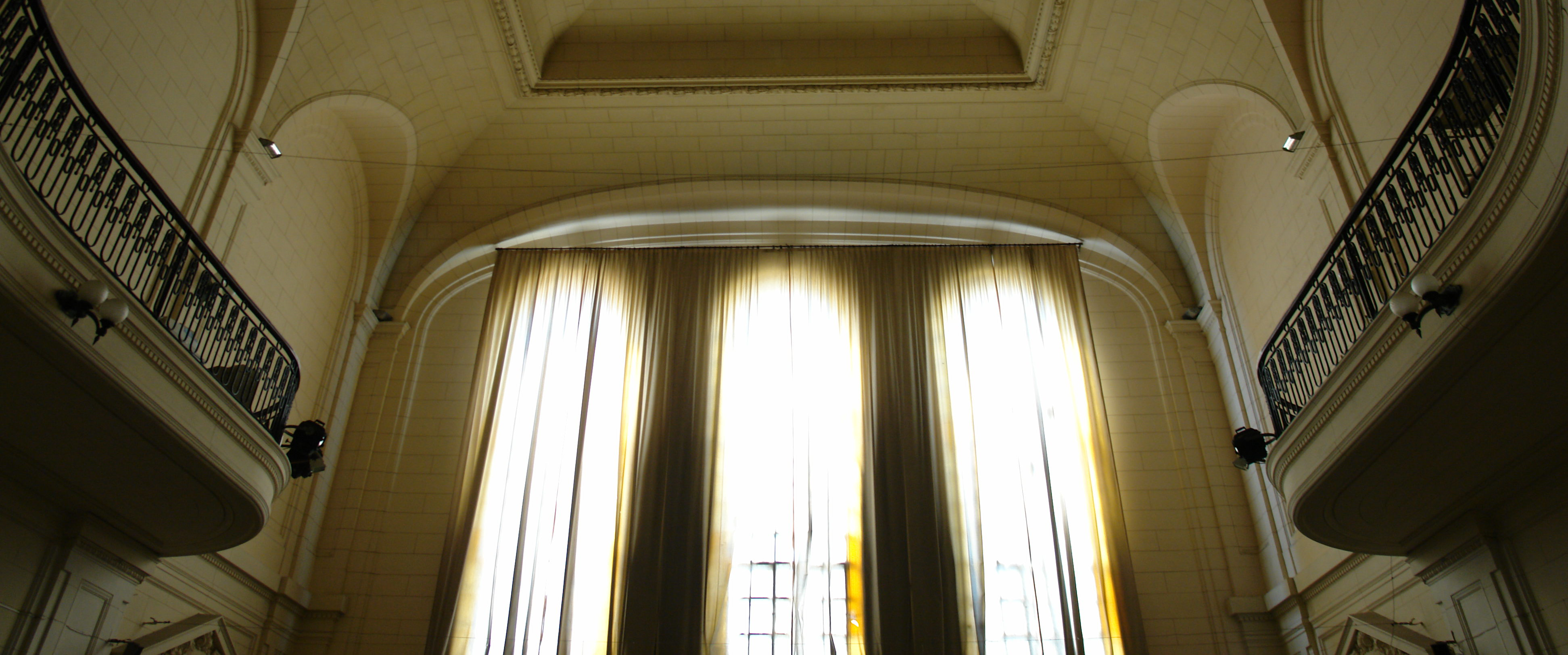
Cortinas Hall Medrano
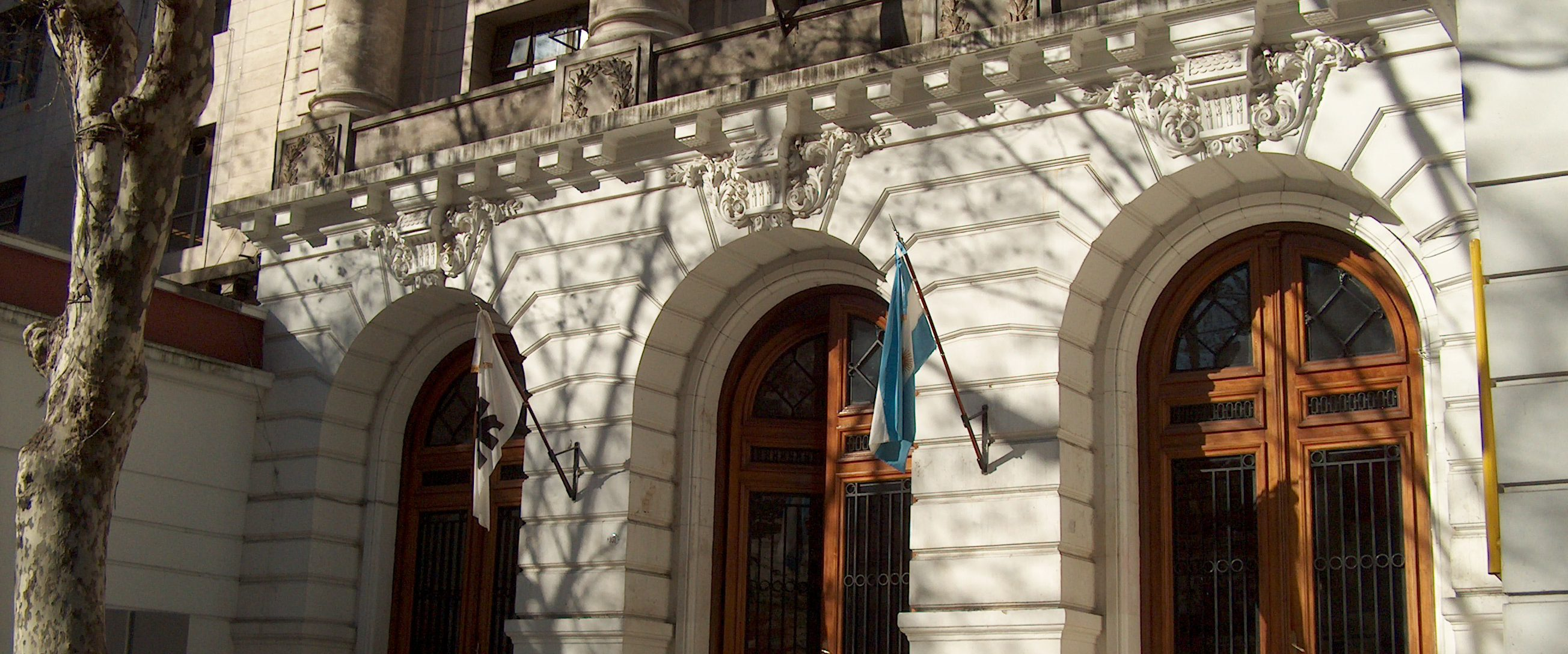
Entrada Medrano